# Беспорядки в Аргентине в декабре 2001 года
Массовые беспорядки в Аргентине в декабре 2001 года — гражданские беспорядки в Аргентине, протекавшие на фоне экономического кризиса в конце 1990-х — начале 2000-х годов.

## Предпосылки
Жёсткая привязка к дорогой валюте (доллару) сделала аргентинские товары неконкурентоспособными, что в дальнейшем отрицательно сказалось на развитии промышленности. Кроме того, из-за жёсткой привязки Центробанк Аргентины лишил себя возможности реального влияния на ситуацию. После того, как в 1999 году Бразилия провела девальвацию, её экономика стала более привлекательной для инвесторов, чем аргентинская. Это привело к оттоку капиталов.
В 1999 году были зафиксированы увеличения уровня безработицы и огромная разница в доходах между бедными и богатыми. Летом 2001 года кредитные агентства понизили кредитный рейтинг Аргентины, что привело к осложнению ситуации на финансовых рынках. Вскоре правительство вынуждено урезало зарплаты госслужащим и пенсии на 13 % в рамках жёсткой экономической политики по борьбе с кризисом. Ситуация ещё сильнее обострилась, когда в начале декабря МВФ заблокировал выделение Аргентине очередного транша кредита в 1,3 миллиарда долларов. Для погашения долгов и ликвидаций «дыр» в бюджете власти обратились к средствам частных пенсионных фондов на условиях, которые были расценены как конфискация. Из-за этого остались невыплаченными 1,4 миллиона пенсий.

## Ход событий
19 декабря по всей стране проходят массовые беспорядки из-за тяжёлого экономического положения. События сопровождаються массовыми погромами. Власти заявили о намерении провести девятую по счёту комплексную программу экономии. Правительство заявило, что погромы и протесты были организованы перонистами. Это произошло после того, как отметили, что протесты в основном происходят в городах, где перонисты имеют большое влияние.
В восстановлении порядка были задействованы вооружённые силы.
19 декабря полиция провинции Санта-Фе совершила набег на одну из школ, чтобы придушить развивающийся протест. Сотрудник школы, антимилитаристский активист Клаудио Лепратти, и двое его коллег поднялись на крышу, после чего потребовали прекратить огонь. Последними словами Клаудио были «Сукины дети, бросьте оружие, здесь только дети, которых мы кормим!», после чего один из полицейский его застрелил.
20 декабря произошли серьёзные столкновения между митингующими и полицией, в которых погибло 20 человек. В этот же день в Аргентине введено чрезвычайное положение. Некоторые источники говорят о 36 погибших, в том числе 7 детей. Наибольшее количество случаев гибели митингующих было зарегистрировано на площади Пласа-де-Майо в Буэнос-Айресе, что в Аргентине известно как «Резня на Пласа-де-Майо», где 5 человек были убиты и 227 получили ранения.
По мере усиления протестов, власти попытались навязать цензуру во всех новостных точках в Буэнос-Айресе. Идея заключалась в том, чтобы использовать чрезвычайное положение с целью заставить телевизионные сети прекратить передачу текущих событий. Этот план потерпел неудачу, поскольку собственный секретарь правительственных СМИ отказался выполнять полученные инструкции. Таким образом, протесты в стране транслировались как внутри Аргентины, так и за рубежом, что привело к ещё большему усилению волны протестов.
Вскоре министр экономики Доминго Кавальо подал в отставку.
21 декабря президент Фернандо де ла Руа ушёл в отставку.

## Последующие события
Новое правительство смогло принять наиболее эффективные антикризисные меры, которые несколько улучшили экономическое положение страны. К 2004 Аргентина полностью вышла из кризиса.
В начале 2002 года в Аргентине резко упал уровень ВВП, значительно снизилась покупательная способность населения, значительно увеличился уровень бедности. По данным Всемирного банка, количество населения за чертой бедности в Аргентине выросло с 28,9 % в 2000 году до 35,4 % в 2001 году и достигло пика в 2002 году (54,3 %), после чего начало снижаться и достигло 9,9 % в 2010 году. В 2001 году соотношение внешнего государственного долга к ВВП составляло 56,9 % от ВВП, но из-за дефолта и падения ВВП к 2002 году этот показатель вырос до 153,2 %, после чего начал снижаться на 20—40 % в год. С 2001 года в Аргентине снижалась безработица (18,3 % в 2001 году, 17,9 % в 2002 году, 16,1 % в 2003 году; в 2009 году — 8,6 %).